# Mein Lied für Peggy
Mein Lied für Peggy ist das sechste deutschsprachige Musikalbum der US-amerikanischen Sängerin Peggy March. Es enthält 12 Lieder international erfolgreicher Komponisten, darunter Gilbert Bécaud, Christian Bruhn, Lee Hazlewood und Les Reed. Das Album erschien 1970 als Langspielplatte auf dem Decca-Label der Teldec (Bestellnummer: SLK 16654-P). Erst 1973 folgte die Single-Auskopplung Wie ein Tiger als B-Seite des Titels Auf Wiederseh’n und gute Nacht von der LP Lady Music (1972). Die 11 deutschsprachigen Titel des Albums Mein Lied für Peggy wurden 1996 auf CD wiederveröffentlicht.

## Entstehungsgeschichte

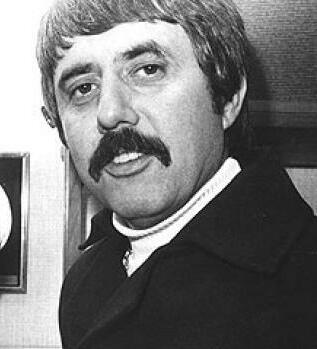
Lee Hazlewood, 1968

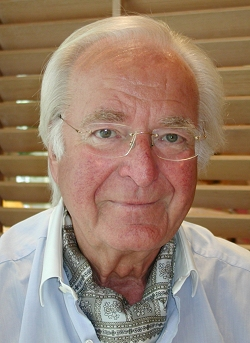
Martin Böttcher, 2002

Peggy March war seit ihrem US-Hit I Will Follow Him aus dem Jahr 1963 auch regelmäßig mit deutschen Schlagern in den hiesigen Hitparaden vertreten. Bis 1969 erschienen bei ihrem ersten Musiklabel RCA Victor neben zahlreichen Singles bereits die vier deutschsprachigen Langspielplatten Tagebuch einer 17-jährigen (1965; RCA LPM 10014), Laß mir meine Träume (1966; RCA LPM 10088), Hello Boys! (1966; RCA LSP 10141) und Hey, das ist Musik für dich (1969; RCA LSP 10257).
Ab Ende 1969 wurden die Singles von Peggy March auf dem Decca-Label der Teldec veröffentlicht, wo neben einigen Hit-Singles wie In der Carnaby Street (1969) oder Die Maschen der Männer (1970) wiederum eine LP erschien. Mit dem auf Deutsch und Englisch besungenen Album Meine Welt (1970; Decca SLK 16647-P) gingen Musikproduzent Wolf Kabitzky sowie der Komponist und Arrangeur Henry Mayer musikalisch neue Wege mit Peggy March. Unter den zwölf Titeln befanden sich aktuelle und anspruchsvolle Popsongs von Burt Bacharach, Rodgers & Hart, Jimmy Webb und anderen.
Nach dem Vorbild des Vorgängers entstand nur wenige Monate später das Musikalbum Mein Lied für Peggy, für das Musikproduzent Wolf Kabitzky 12 Titel von internationalen Komponisten und Songwritern mit deutschen Texten auswählte. Außerdem beteiligten sich namhafte Arrangeure und Orchesterleiter wie Gert Wilden oder Martin Böttcher an der Musikproduktion. Die Gesangsaufnahmen fanden am 10. und 11. Juni 1970 in den Teldec-Studios (heute Teldex Studio) in Berlin-Lichterfelde statt. Rein kommerziell war der Langspielplatte kein Erfolg beschieden, eine Single-Auskopplung (Wie ein Tiger) kam erst 1973 auf den Markt (Decca D 29 203). Für Peggy March war das Album eine der letzten Arbeiten mit Wolf Kabitzky und Henry Mayer. 1971 wechselte Peggy March zu den Produzenten Michael Holm und Ralph Siegel.

## Titelliste
1. Die Entdeckung des Jahrhunderts
(Musik: Christian Bruhn / Text: Günter Loose)
2. Keiner zeigt mir den Weg
(Original: When You Look At Him; Musik: Les Reed / Text: Hans Bradtke)
3. Das ist Zauberei
(Original: And I Loved You Then; Musik: Lee Hazlewood / Text: Fini Busch)
4. So Many Ways
(Musik und Text: Henry Mayer, Peggy March, Arnold Harris)
5. Wie ein Septembertag
(Original: No Sun Today; Musik: James Last / Text: Klaus Munro)
6. Wie ein Tiger
(Original: Le Sifflet; Musik: Sacha Distel / Text: Maurice Tézé / dt. Text: Hans Bradtke)
7. Was wird morgen
(Original: 90 Minuten nach Mitternacht / Love After Midnight; Musik: Bert Kaempfert, Herbert Rehbein / Text: Kurt Hertha)
8. Penny Song
(Musik: Hans Blum / Text: P. Biste)
9. Walzer der Einsamkeit
(Musik: Bent Fabric / Text: Bjerre / dt. Text: Kurt Hertha)
10. Ich denk’ zurück an die Zeit
(Musik und Text: Michael Holm)
11. Gib mir deine Hand
(Musik: Martin Böttcher / Text: Michael Kunze)
12. Mein Baum
(Original: Mon Arbre; Musik und Text: Gilbert Bécaud / dt. Text: Kurt Hertha)

## CD-Veröffentlichung
1996 wurden die 11 deutschsprachigen Titel des Albums auf dem Label Bear Family Records wiederveröffentlicht. Die Originalaufnahmen erschienen verteilt auf den zwei CDs In der Carnaby Street (Bestellnummer: BCD 15967) und Ich denk’ zurück an die Zeit (BCD 15969).